# Constantin Talpeș
Constantin Talpes, romunski general, * 1896, † 1949.